# 朱奇滽
交城荣僖王朱奇滽（15世纪—1500年代），明朝交城庄僖王朱锺鐻的庶三子，晋恭王朱㭎玄孙，明太祖五世孙。明朝交城国镇国将军，追封交城王。

## 生平
弘治十年（1497年），其父朱锺鐻去世。朱奇滽的嫡次兄朱奇淐袭為交城王。弘治十四年（1501年）十一月，朱奇淐去世。朱奇淐没有儿子，朱奇滽不久也去世，朱奇滽的嫡次子辅国将军朱表杋管交城王府事。

## 影响
正德五年（1510年）四月，明武宗遣武安侯鄭英、恭順侯吳世興、興安伯徐良、宣城伯衛璋、安鄉伯張坤、清平伯吳傑、武進伯朱本為正使，中書舍人胡頤、行人唐鳳儀、盧楫、陳錫、曹鍷、謝階、劉澄甫為副使，冊封朱表杋為交城王。朱奇滽因而獲追封為交城榮僖王。
正德六年（1511年），朱表杋去世，无子，国除。由叔父即朱奇滽的六弟镇国将军朱奇洢管交城王府事。正德八年（1513年）九月，给朱表杋的母妃即朱奇滽遗孀安氏养赡米每年百石。
朱奇洢请求按朱表杋的遗愿加封朱表杋的妹妹即朱奇滽的女儿太平郡君为县主，事下礼部商议，尚书刘春认为女儿封县主只适用于应该袭封却没有袭封的追封郡王，并不适用于朱奇滽，朱奇滽被追封为王已经过分，不可以再加封其女，请求申谕各王府，今后有旁支进袭王爵者，不得奏请加封父母兄弟姐妹，违者治辅导官罪。同年十月，武宗命为成例。

## 评价
- 《弇山堂别集》卷074：寵祿光大，小心畏忌。